# Храм Лакшми-Нараян
Храм Ла́кшми-Нара́ян (хинди श्री लक्ष्मीनारायण मन्दिर) — индуистский храм в Нью-Дели, столице Республики Индия. В народе известен также как Би́рла манди́р.
Храм возведён в честь солнцеликой богини счастья и изобилия Лакшми и её супруга Вишну в облике Нараяны и является одной из ярких достопримечательностей индийской столицы, привлекая не только туристов, но и большое количество паломников (в особенности, во время религиозных праздников Джанмаштами и Дивали). Храм расположен на улице Мандир-Марг, в двух километрах от станции метро RK Ashram Marg.

## История храма
Строительство храма продолжалось с 1933 по 1939 год на деньги известного в Индии состоятельного семейства Бирла. Родоначальник клана, Ганшьямдас Бирла, разбогател на торговле опиумом в первые десятилетия XX века. Он вложил своё состояние в производство, дав начало промышленной группы Бирла, существующей по настоящее время.

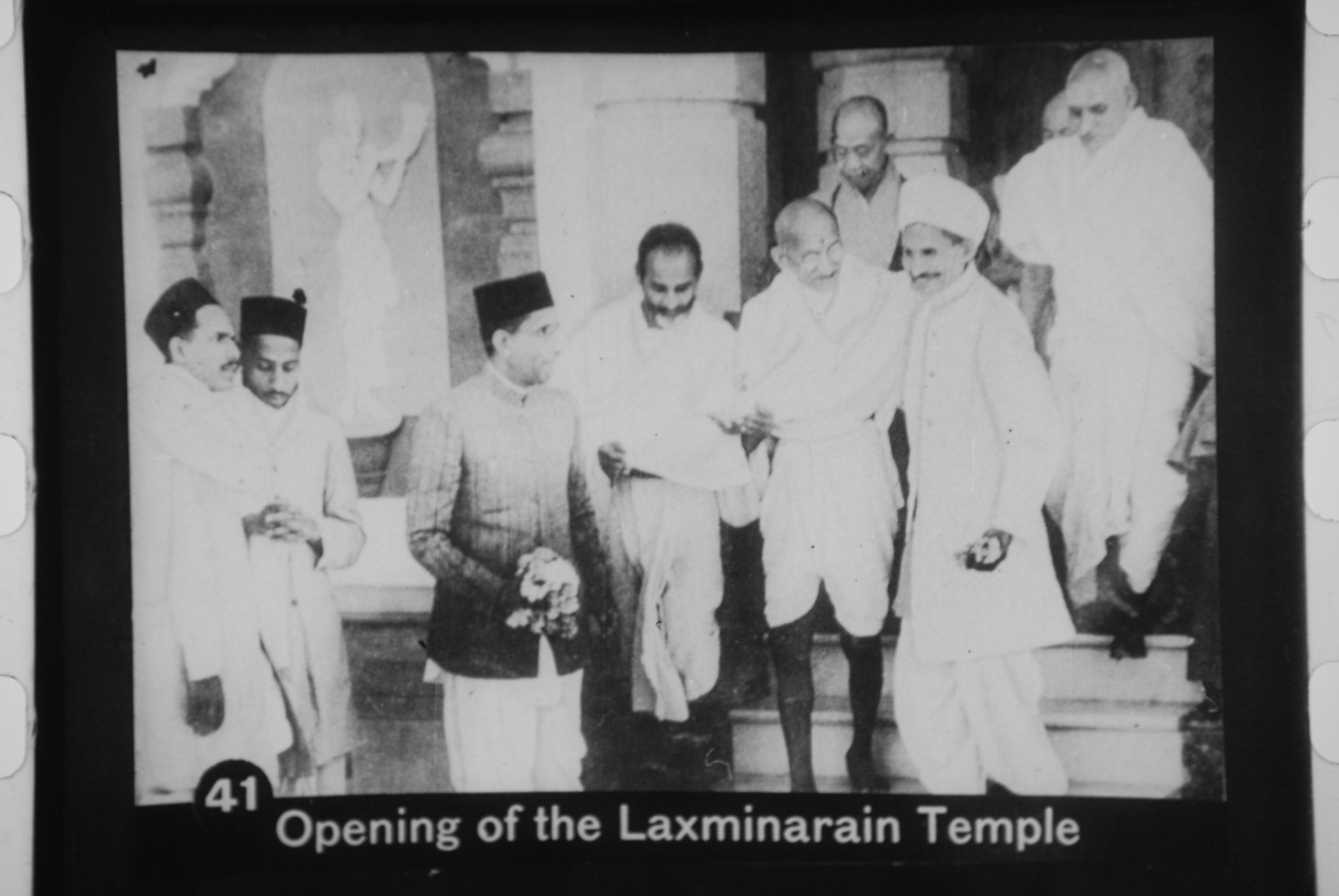
Ганди на открытии храма вместе с членами семьи Бирла, 1938 год

Первый камень будущего храма заложил махараджа Удайбхану Сингх, последний князь Дхолпура. Торжественная церемония сопровождалась огненным жертвоприношением. Главным архитектором храма стал Чандра Чаттерджи, один из отцов современной индийской архитектуры.
Открыть новый храм Ганшьямдас пригласил своего близкого друга Махатму Ганди. Тот согласился при условии, что храм, ставший знаменитым ещё на этапе строительства, будет открыт для всех, независимо от веры и касты, — что было одним из главных принципов, исповедуемых Ганди. Поэтому до настоящего времени храм доступен для всех верующих вне зависимости от их социального статуса, включая неприкасаемых.
В течение XX века семья Бирла потратила немало денег на строительство храмов по всей стране, жертвовала в религиозные и благотворительные фонды. После Лакшми-Нараян ими были построены храмы, посвящённые Вишну, в Канпуре, Курукшетре, Карнуле, Бхопале и других городах Индии.

## Архитектура храма

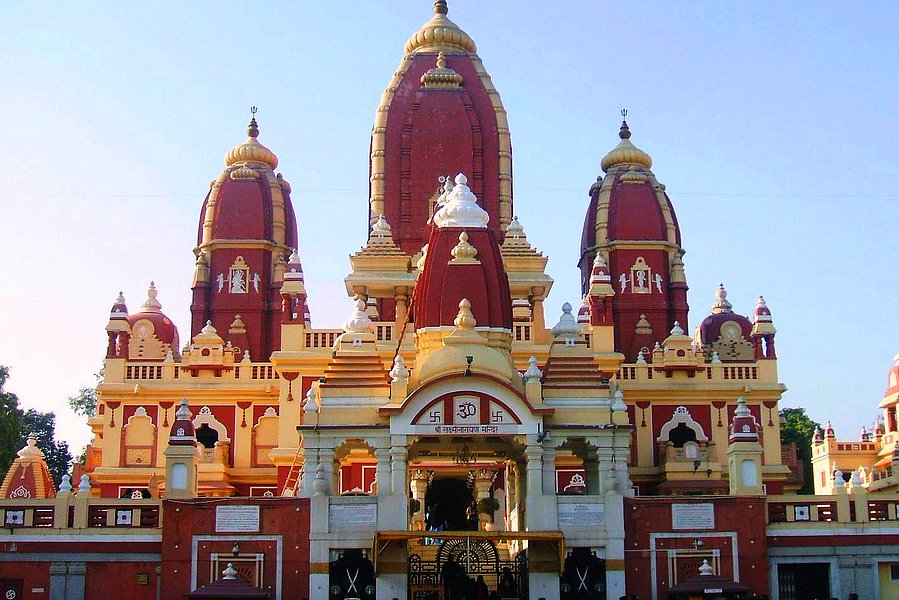
Общий вид
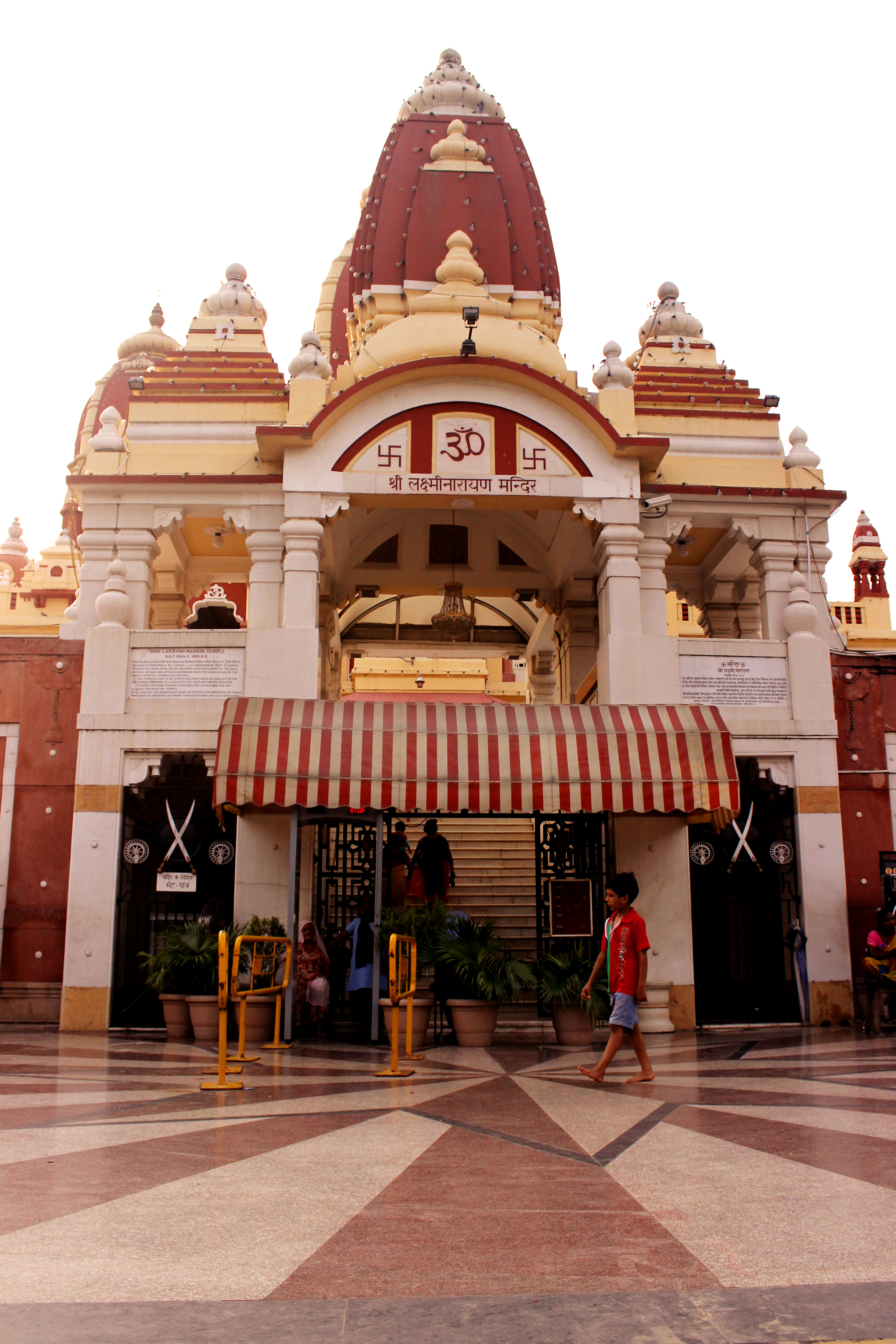
Главный портал храма
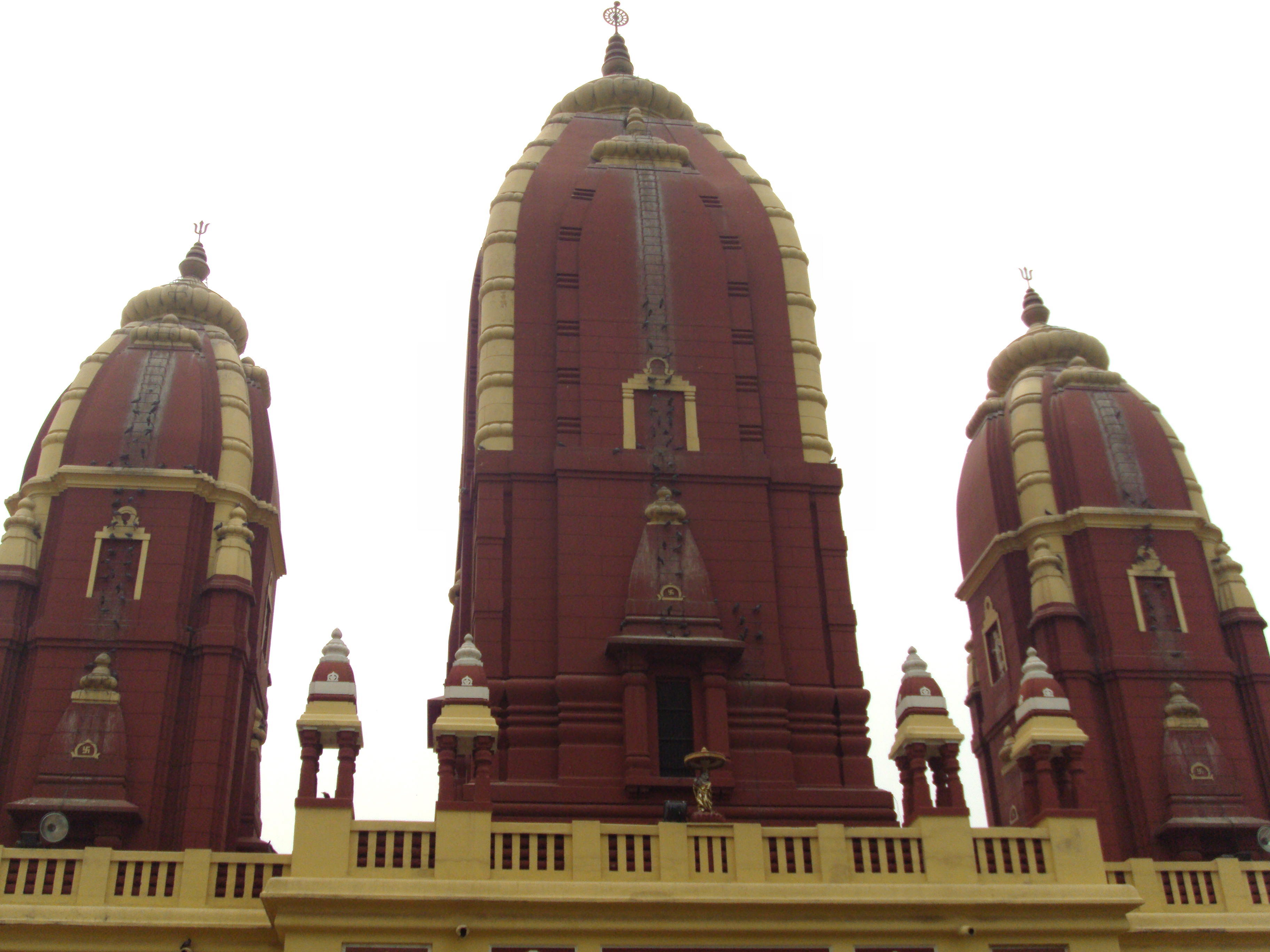
Шикхары храма
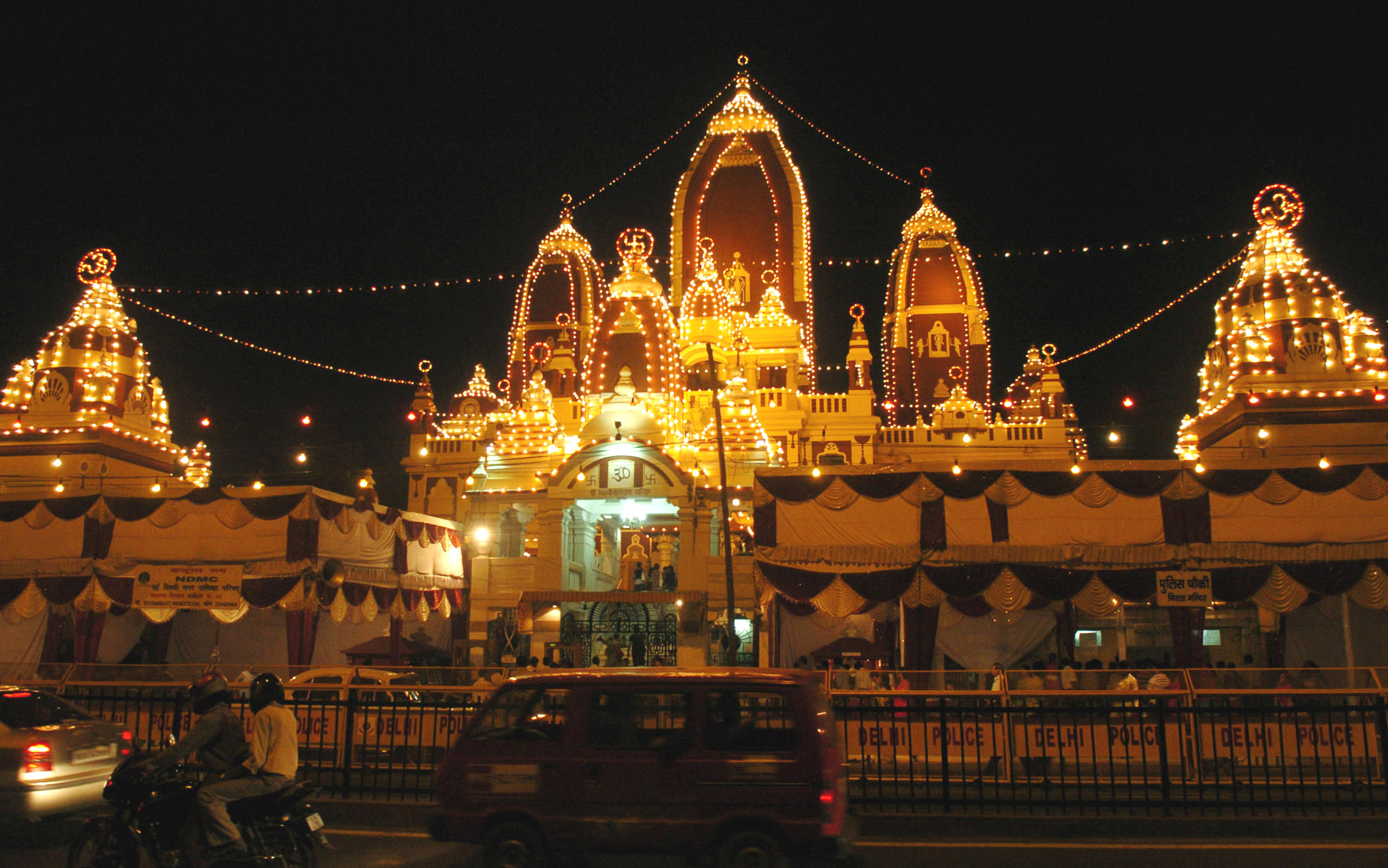
Бирла мандир ночью

Трёхэтажный храм, сверкающий яркими красками и позолотой, построен из бело-розового мрамора в стиле нагар, характерном для индуистской храмовой архитектуры севера и северо-востока Индостана.
Его башни, арки и галереи богато украшены каменной резьбой, изображающей сцены из индуистских священных писаний. Плиты коричневого и бежевого известняка привезены из разных уголков Раджастхана — Коты, Агры, Джайсалмера, Макраны. Во время постройки над мраморным декором храма одновременно трудилось более ста лучших резчиков по камню из Бенареса.
Храм увенчан тремя высокими разноцветными куполами (шикхарам) из красного песчаника. Самый высокий из них, посвящённый Лакшми-Нараяне, имеет 50 метров в высоту а два других — 35 метров. По традиции храм ориентирован на восток и первые лучи восходящего солнца озаряют вход, проникая в святилище.
Главное святилище храма, декорированное позолотой и бело-розовым мрамором, посвящено богине счастья и изобилия Лакшми и её супругу четырёхрукому Нараяне. Молитвенный зал украшен фресками, мраморными фигурами богов и строками из священных текстов. Фигуры Лакшми и Нараяны выполнены из джайпурского белого мрамора. Потолок украшен рядом слоновьих голов, в центре большая люстра, а под ней на полу — огромные глобус и колокол. Путь парикрамы (обход вокруг божества по часовой стрелке) проходит через зеркальную галерею. Каменные решётки сплетены из символов солнца и свастики.
Меньшие по размеру святилища, расположенные в разных строениях и на разных ярусах, посвящены другим богам: Будде, многорукому Шиве, обезьяноподобному богу Хануману, слоноподобному богу мудрости Ганеше, богине-защитнице Дурге. Небольшое святилище бога Кришны украшено разноцветными поделочными камнями и зеркалами. Внутри храм украшен великолепной каменной резьбой, изображающей сцены вайшнавской мифологии. Внутреннее пространство наполняют изображения духовных символов и цитаты «Бхагавадгиты» и упанишад.

## Храмовый комплекс
На начало строительства храм считался самым крупным в Дели религиозным сооружением. Общая храмовая территория охватывает три гектара. Бирла мандир окружён тенистым садом площадью более трёх гектар с фонтаном и каскадными водопадами. Рядом с главным зданием расположены гостевые дома для важных гостей и постояльцев. В одном из помещений храмового комплекса устроена комната для иностранных гостей, где туристам рассказывают о святом месте, о правилах поведения, а также, при необходимости, даётся на время традиционная одежда, чтобы прикрыть футболки и шорты. В частности, посетительницы могут взять традиционный длинный шарф дупатта.
Во дворе храма можно видеть каменный столб с портретами Лакшми Баи и Махарана Пратапа; изваяния богов, святых, раджей, а также животных. Огромные раскрытые пасти льва и крокодила ведут в искусственные гроты. В центре пруда стоит статуя бога змей Шеша-нага.
На территории комплекса находится небольшой храм, посвящённый Будде и украшенный фресками, повествующими о его жизни и учении. В северной части территории расположен «Гита Бхаван» или зал встреч, посвящённый Кришне. Здесь проводятся лекции об индийской религии и культуре. Во время праздников в «Гита Бхаване» собираются паломники, приезжающие со всей Индии.

Скульптуры храмового сада
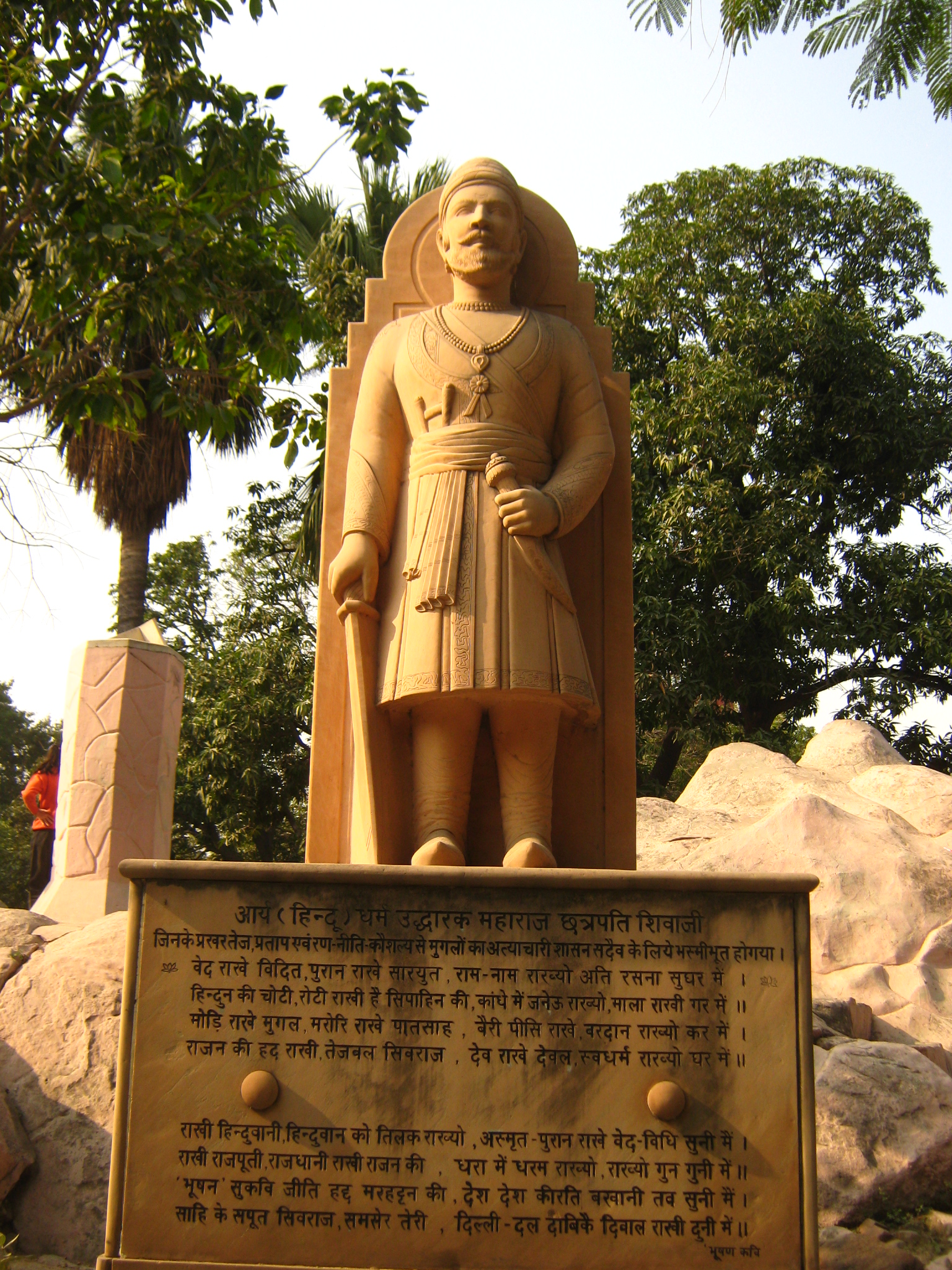
Статуя Шиваджи
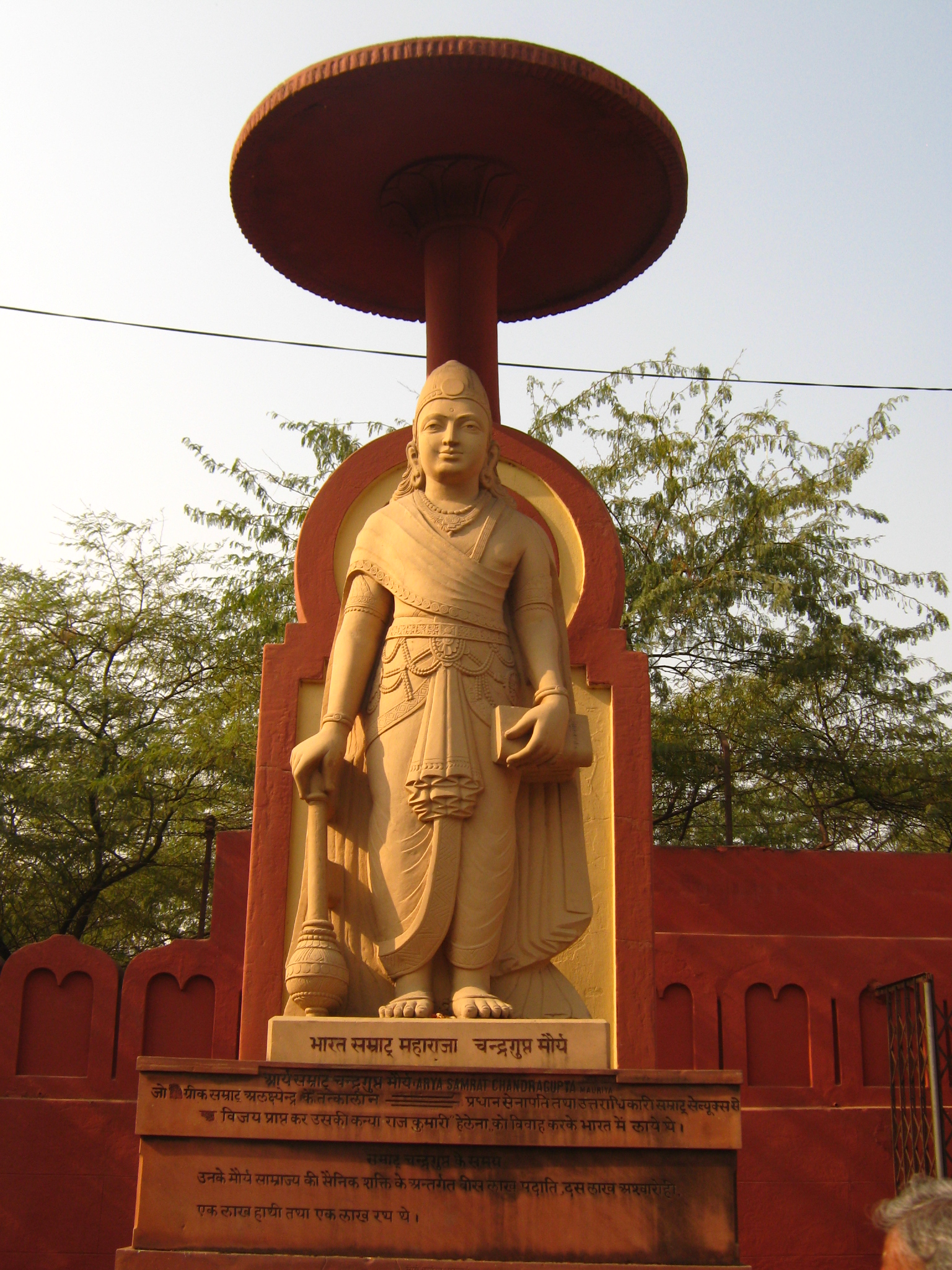
Статуя Чандрагупта Маурья
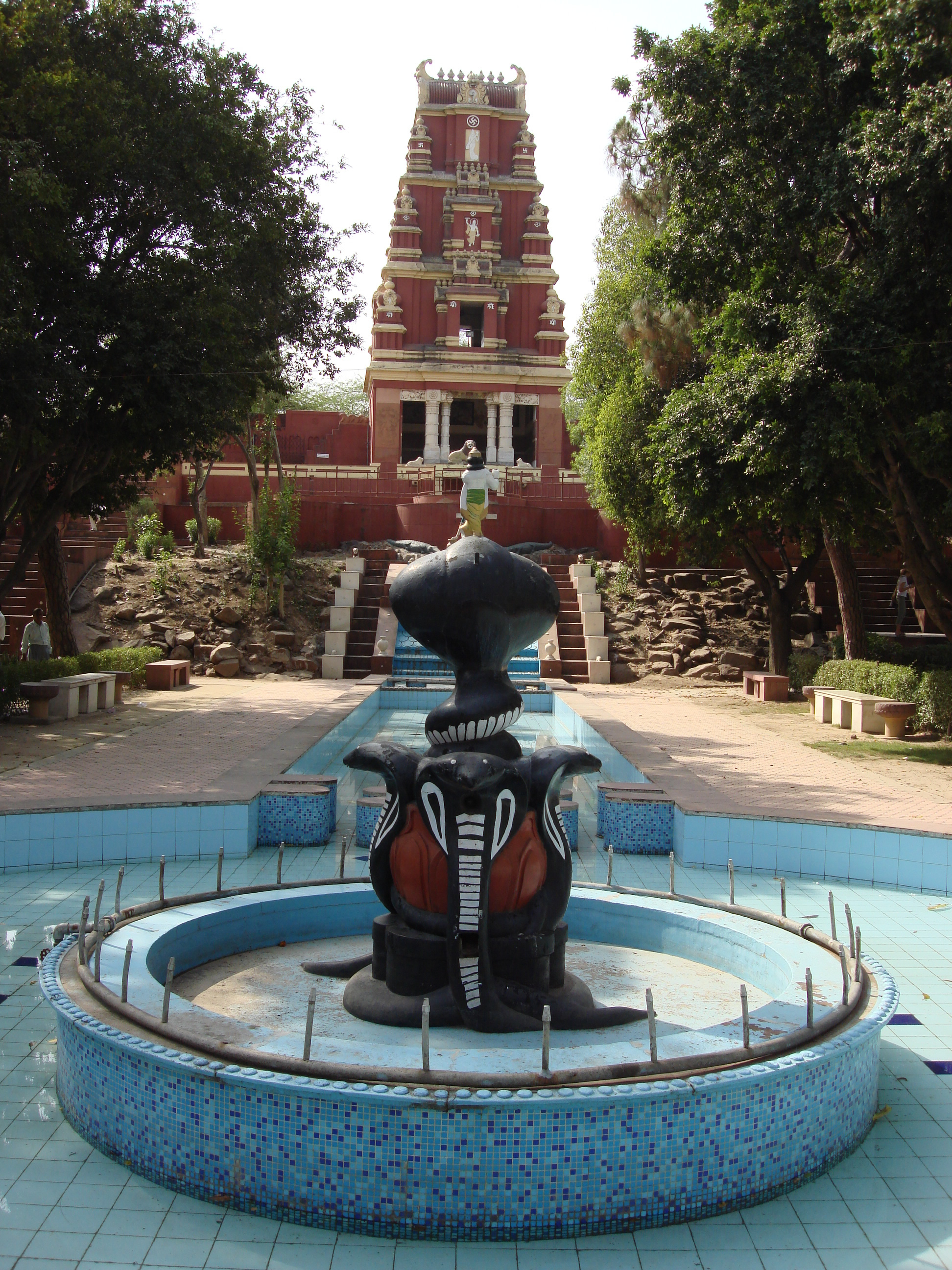
Кришна на змее Калие
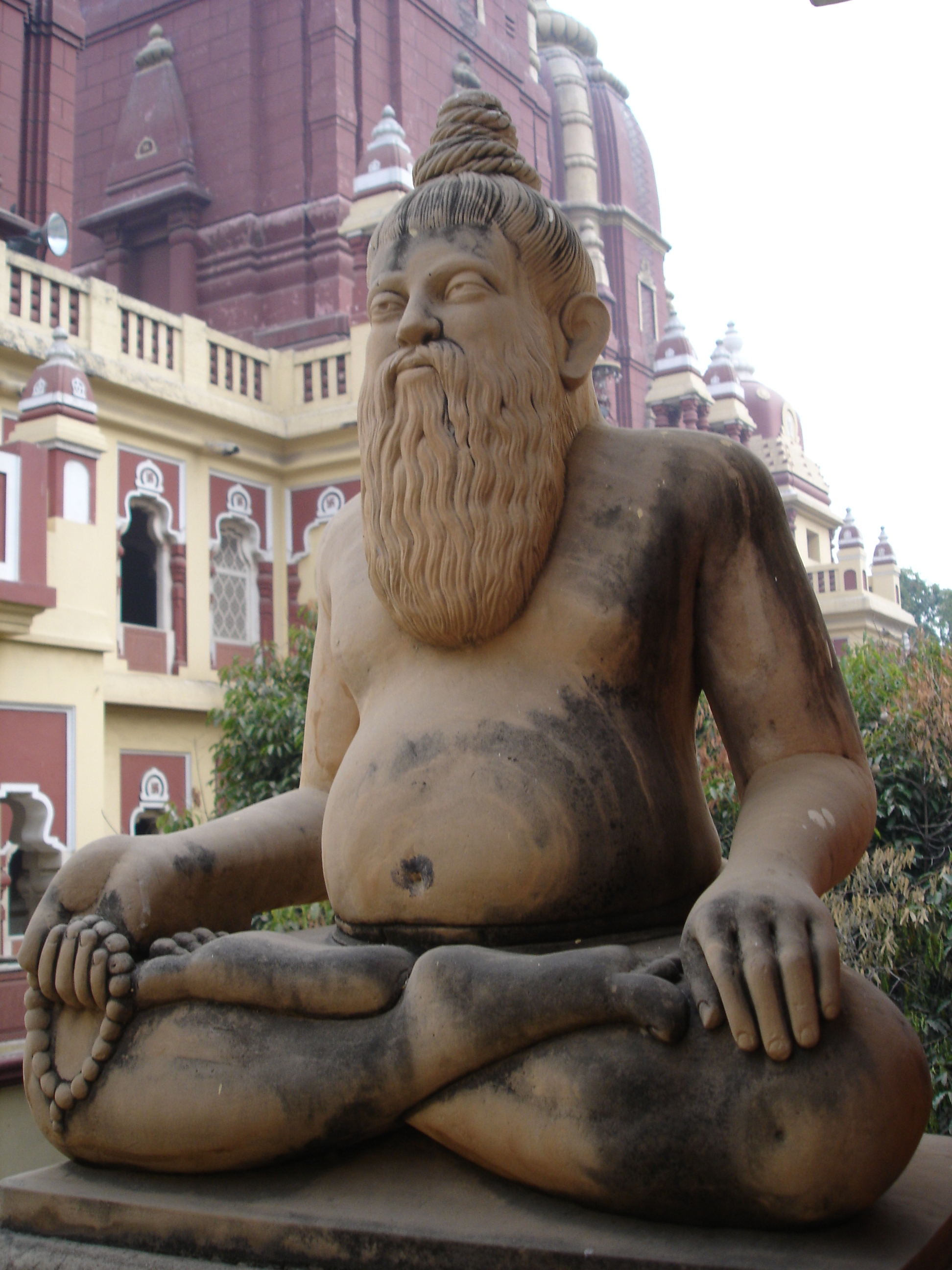
Статуя аскета-риши

## Культурное значение
Благодаря религиозному синкретизму храм стал местом поклонения приверженцев любой конфессии — и собственно индуизма, и джайнизма и буддизма.

Храм Шри Лакшми-Нараян … являет собой тесное соседство богов. В то время как главенствующим божеством является Вишну, Бирла мандир пронизан философией единого бога и открыт для всех конфессий… Главный молитвенный зал воздушен, покоен и прекрасен.
— «Земля Вишну», фрагмент статьи в Hindustan Times, 2010 год

Религиозный синкретизм Храма Лакшми-Нараян
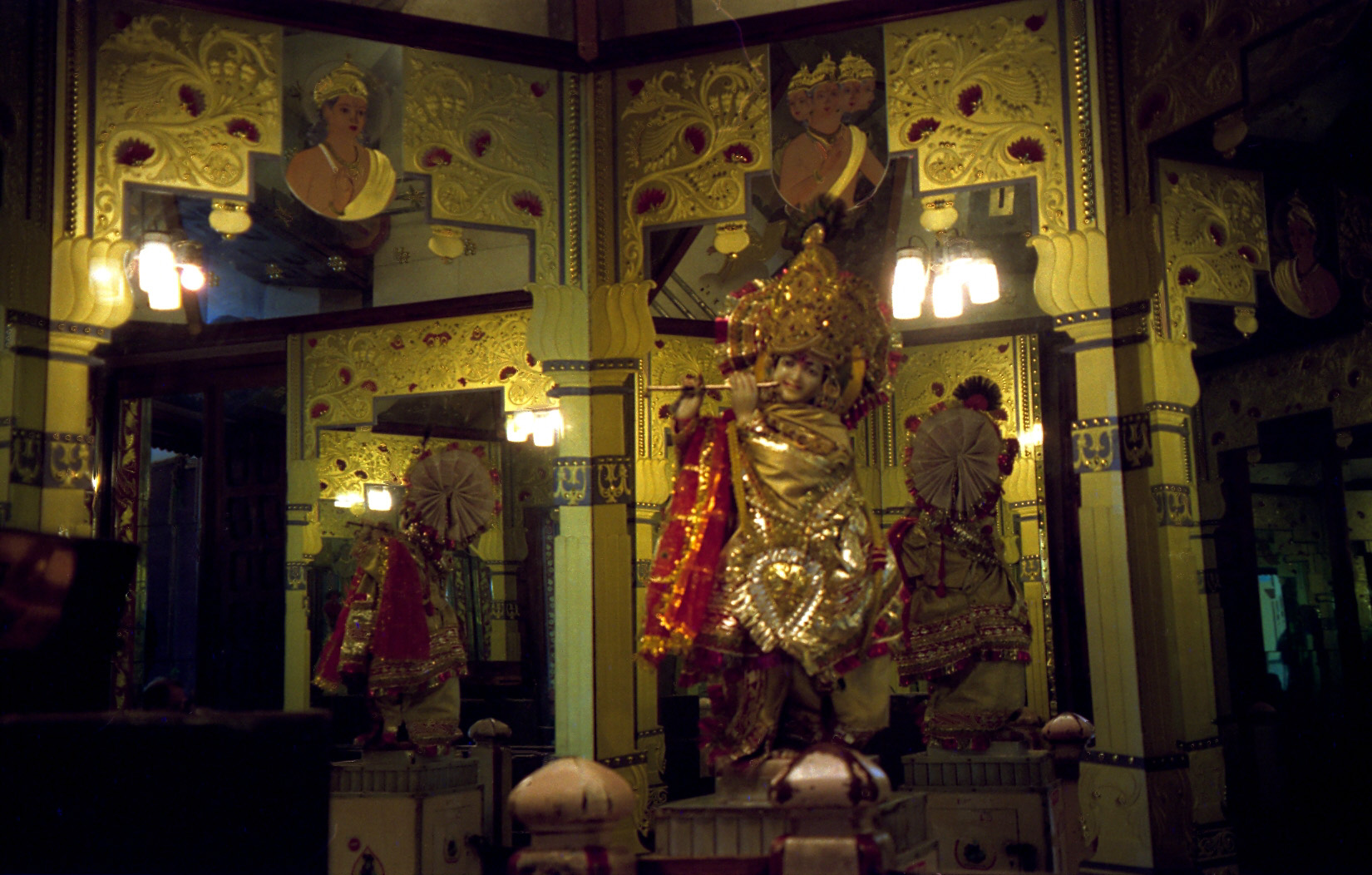
Кришна
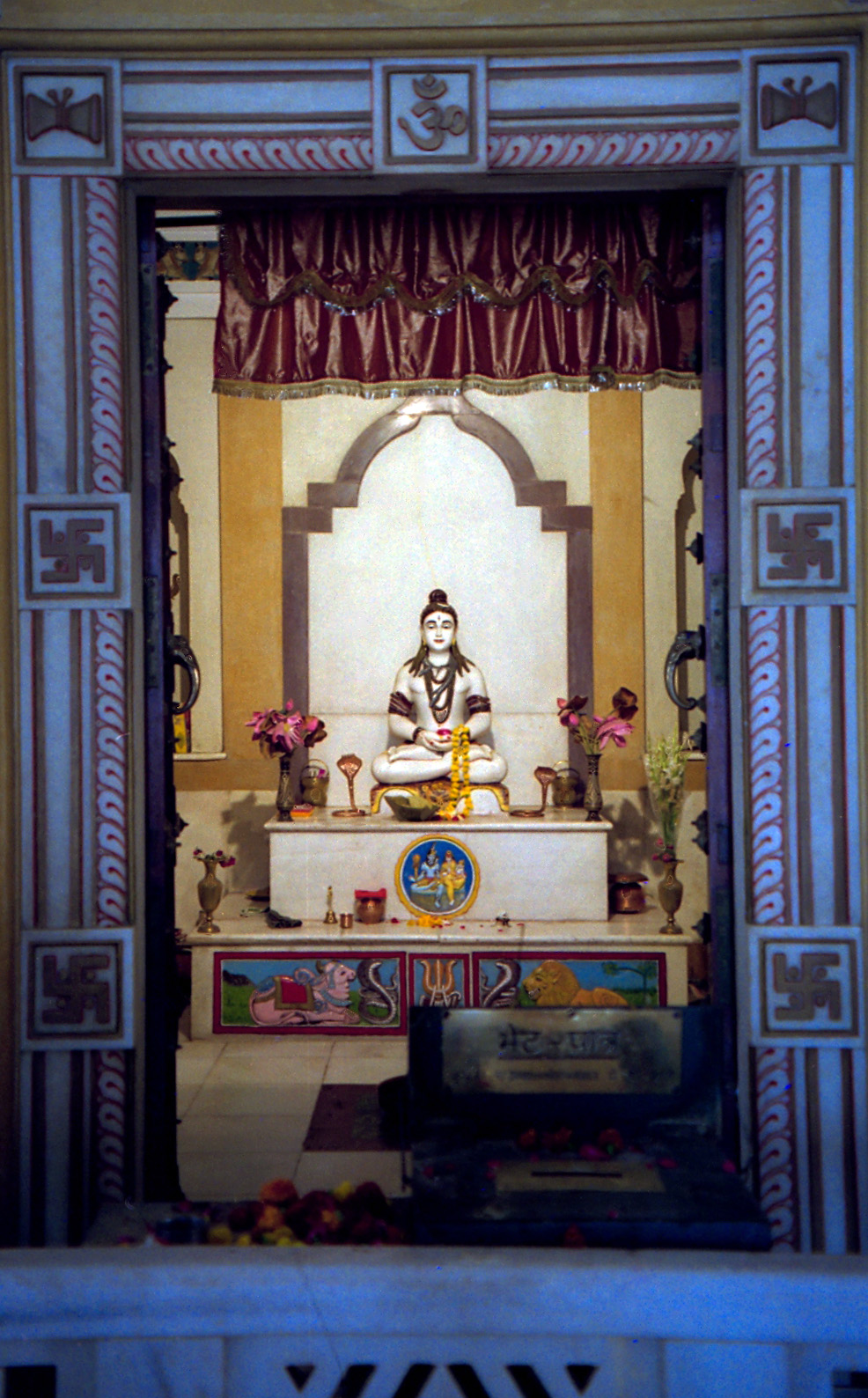
Шива
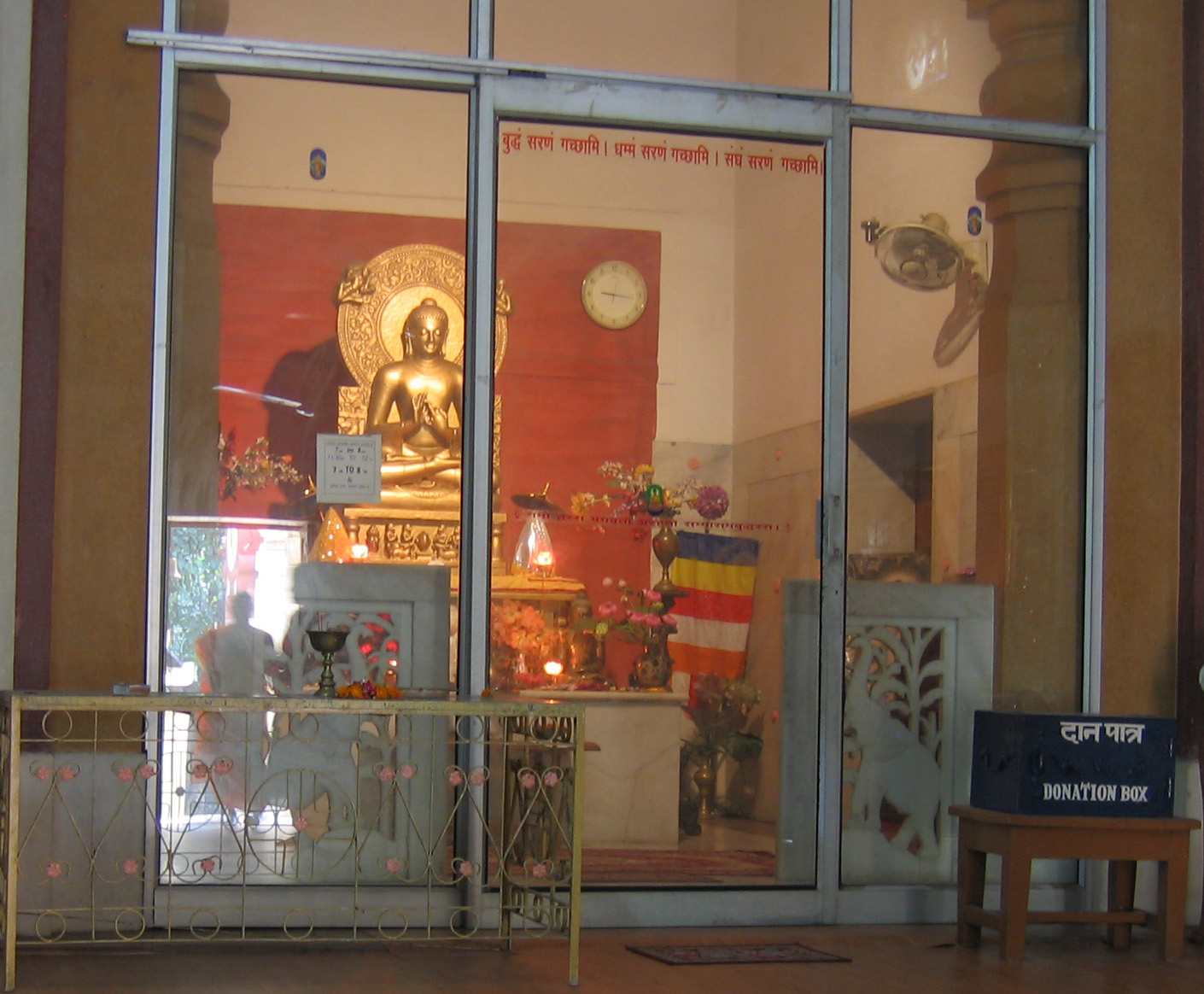
Буддийский храм

Храм открыт для посещения все дни недели, однако наиболее часто он заполнен верующими с февраля по апрель, когда Дели наслаждается приятной погодой. Как популярная достопримечательность столицы храм привлекает множество туристов и паломников, особенно во время праздников Дивали и Кришна-джанмаштами.
Как отмечает ежедневная газета Hindustan Times, в течение века Бирла мандир стал неотъемлемой частью жизни среднего жителя столицы. Изображения храма можно встретить в старых фотоальбомах почти каждой семьи Дели.